# Joseba del Olmo García
Joseba del Olmo García (Barakaldo, 20 de juny de 1981) és un exfutbolista basc que jugava en la posició de migcampista.

## Trajectòria esportiva
Comença la seua carrera militant a diversos equips modestos del País Basc, fins que el 2004 fitxa pel Barakaldo CF, de Segona Divisió B. A la campanya 06/07 recala en un altre club de la categoria de bronze, el Sestao River Club.
L'estiu del 2007 signa per la SD Eibar, amb qui disputa la Segona Divisió. Qualla una bona temporada a l'equip armer, que li val recalar a l'Athletic Club a l'any vinent. Amb els de San Mamés, però, signa una discreta temporada, disputant només 10 partits.
De cara la temporada 09/10 fitxa per l'Hèrcules CF, a la Segona Divisió.